# Тарново (Старгардський повіт)
Тарново (пол. Tarnowo, нім. Tornow) — село в Польщі, у гміні Сухань Старгардського повіту Західнопоморського воєводства.
Населення — 304 особи (2011).
У 1975-1998 роках село належало до Щецинського воєводства.

## Демографія
Демографічна структура станом на 31 березня 2011 року:
|          | Загалом | Допрацездатний вік | Працездатний вік | Постпрацездатний вік |
| -------- | ------- | ------------------ | ---------------- | -------------------- |
| Чоловіки | 151     | 38                 | 103              | 10                   |
| Жінки    | 153     | 47                 | 78               | 28                   |
| Разом    | 304     | 85                 | 181              | 38                   |